# Andres Serrano

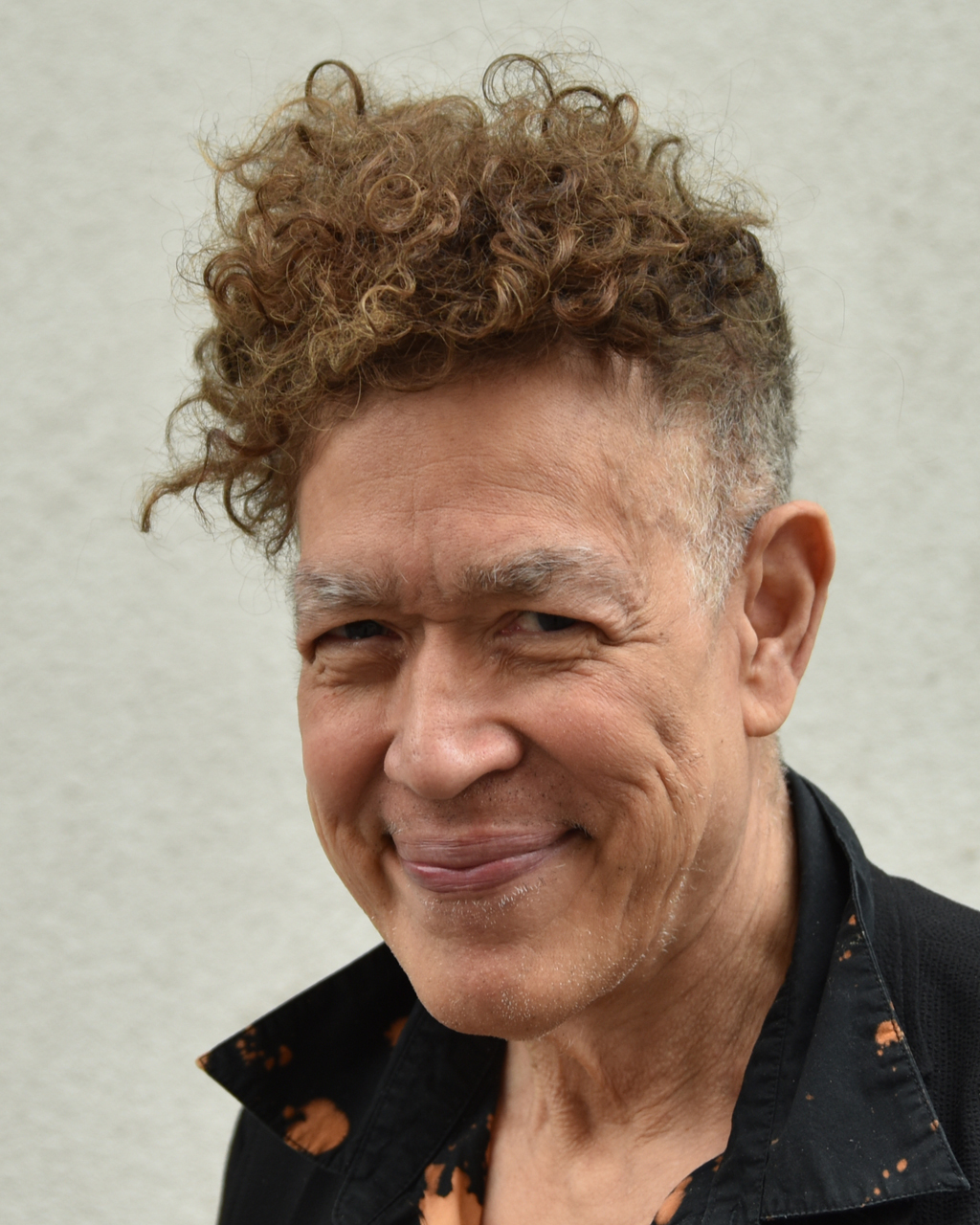
Andres Serrano (2023)

Andres Serrano (New York, 15 augustus 1950) is een Amerikaanse fotograaf van Latijns-Amerikaanse afkomst.
Hij is bekend door zijn choquerende fotorapportages waarin hij menselijke lijken, seksuele handelingen en lichaamsvloeistoffen toont. Een van zijn bekendste werken is Piss Christ, een foto van een kleine crucifix in een glas van zijn eigen urine.